# Nitazene
Nitazene sind eine chemisch definierte Stoffgruppe, die sich von der Stammverbindung Nitazen ableitet. Die Nitazene wurden in der zweiten Hälfte der 1950er Jahre von der Schweizer Ciba AG als schmerzstillende Wirkstoffe entwickelt. Von Bedeutung sind sie als zentralnervös wirksame, selektive μ-Opioidrezeptor-Agonisten. Einige Nitazene haben eine ähnlich hohe Potenz wie Fentanyl, Etonitazen und Isotonitazen wirken sogar stärker. Aufgrund der inakzeptablen Nebenwirkungen werden Nitazene nirgendwo in der Human- oder Veterinärmedizin verwendet. Dennoch haben Nitazene als neue synthetische Opioide seit 2019 am nordamerikanischen und europäischen Rauschmittelmarkt Verbreitung gefunden und wurden prägende Komponente nach der Opioidkrise in den Vereinigten Staaten. Überdosierungen von Nitazen führten zu mehreren hundert dokumentierten Todesfällen. Der Umgang mit Nitazenen wurde im Jahr 2021 durch das deutsche Neue-psychoaktive-Stoffe-Gesetz verboten. Ein Bezug zur Stoffgruppe der Azene existiert abseits der Namensähnlichkeit nicht.

## Geschichte
Mitte der 1950er Jahre entdeckte die pharmazeutische Forschungsabteilung der Ciba AG die mäßig analgetische Wirkung von 1-(β-Diethylamino-ethyl)-2-benzyl-benzimidazol (Desnitazen). Durch systematische Derivatisierung dieses Grundkörpers im Rahmen der Untersuchung von Struktur-Wirkungsbeziehungen fand man eine Wirkungsverstärkung durch Nitrierung der 5-Stellung. 4‘-Methoxylierte und ethoxylierte Verbindungen erzielten im Heizplattentest Potenzen, die bis dahin unerreicht waren. Das so entdeckte Etonitazen ist das bis heute potenteste bekannte Nitazen-Opioid. Der morphinartige Wirkmechanismus erhellte aus der Antagonisierbarkeit der Analgesie mit Allylnormorphin. Zwei Nitazene (Etonitazen und Clonitazen) wurden an 363 Patienten humanklinisch untersucht und die Ergebnisse 1958 veröffentlicht. Dabei wurde Clonitazen als nebenwirkungsarm beschrieben. Über Anstrengungen, dieses günstige Ergebnis zu reproduzieren und Clonitazen als Arzneistoff zu lancieren, wurde nichts bekannt. Ansonsten fielen die Nitazene durch eine geringe therapeutische Breite auf, die der Vermarktbarkeit als Arzneistoff entgegensteht. Etonitazen und Clonitazen wurden im Jahr 1961 dem deutschen Opiumgesetz unterstellt. Der März 2019 markiert den Beginn der Verbreitung von Nitazen-Opioiden in der Drogenszene. Isotonitazen war der erste Vertreter der Stoffgruppe, der im Darknet zum Kauf angeboten und bei Todesfällen in der Schweiz und in Kanada forensisch nachgewiesen wurde.

## Struktur

Allgemeine chemische Struktur von Nitazenen
Blau: Nitrogruppe
Rot: Diethylaminoethylgruppe
Grün: Benzylgruppe

Nitazene sind Benzimidazole, die am Stickstoff der 1-Position mit einer Diethylaminoethylgruppe substituiert sind, in der 2-Position mit einer Benzylgruppe und in der 5-Position mit einer Nitrogruppe. In 6-Stellung nitrierte Verbindungen sind schwächer, die 4- oder 7-Stellungsisomere nicht analgetisch wirksam. Analgetisch wirksame Nitazene sind darüber hinaus oft in para-Stellung der Benzylgruppe substituiert, seltener in meta-Stellung. Am Methylenbindeglied wird stereospezifisch eine Methyl- oder eine Amidgruppe vom Zielrezeptor toleriert. Gelegentlich werden in medizinisch-toxikologischen Fachveröffentlichungen informell auch solche Stoffe den Nitazenen zugerechnet, die nicht den Definitionmaßstab erfüllen. Nitazene haben keine strukturelle Verwandtschaft mit anderen bekannten Opioiden.

## Analytik
Seit 2024 steht ein auf einem Immunoassay basierender Schnelltest in Form von Teststreifen zur Detektion von Nitazenen Verfügung. Die Probe wird in Wasser eingetragen und setzt für den Testerfolg eine hinreichende Löslichkeit voraus. Am Beispiel des hoch potenten Isotonitazens wird dessen Nachweisgrenze mit 2000–3000 ng/mL angegeben. Der Test ist nur bedingt allgemein auf Benzimidazol-Opioide übertragbar. Desnitazene etwa, die am Benzo-Strukturanteil nicht substituiert sind, lassen sich mit dieser Methode nicht erfolgreich testen. Nach Herstellerangaben gibt es keine Kreuzreaktivität mit häufig verwendeten Streckmitteln wie Acetaminophen, Koffein, Diphenhydramin, anderen Nicht-Benzimidazol-Opioiden (Heroin, Methadon, Fentanyl) und gängigen Nicht-Opioid-Drogen (Xylazin, MDMA, Kokain, Ketamin) in Konzentrationen von 100 µg/ml oder höher.

## Pharmakologie

### Metabolisierung
Die Metabolisierung der Nitazene ist speziesabhängig. Im Menschen sind die Hauptabbauwege die N-Deethylierung und, in Fällen von 4'-Ethern, die O-Dealkylierung. Die 4'-Hydroxyverbindungen werden aufgrund höherer Hydrophilie schneller über den Harn eliminiert und sind überwiegend im Urin nachweisbar. In die N-Deethylierung dürften CYP3A4 bzw. CYP2C8 einbezogen sein. Die Reduktion der Nitrogruppe erfolgt extrahepatisch, wahrscheinlich über Bakterien der Darmflora. Konjugate werden als diverse O-Glucuronide ausgeschieden. Das N3-Oxid ist im Menschen ein Nebenmetabolit. Als forensische Biomarker dienen im Urin die 4'-Hydroxyverbindungen, im Blut die N-Deethylverbindungen.

## Rechtslage
Die Nitazene fallen in Deutschland seit 2021 unter das Neue-psychoaktive-Stoffe-Gesetz (NpSG). Einige einzelne Vertreter sind betäubungsmittelrechtlich geregelt (Anlage I [nicht verkehrsfähig] oder Anlage II [verkehrs- aber nicht verschreibungsfähig]).